# Équipe du Bangladesh de rugby à XV
L'équipe du Bangladesh de rugby à XV rassemble les meilleurs joueurs de rugby à XV du Bangladesh sous le patronage de la Fédération bangladaise de rugby à XV, la Bangladesh Rugby Federation Union.

## Histoire
L'équipe nationale de rugby à XV du Bangladesh représente le Bangladesh au niveau international de rugby. L'équipe a remporté la série Asia Rugby Sevens Series 2018. La Fédération de rugby du Bangladesh organise plusieurs tournois de niveaux d'âge pour construire des bases solides dans leur équipe nationale. Les joueurs de l'équipe nationale sont surnommés les Tigres verts.